# Ichthyophis beddomei
Ichthyophis beddomei és una espècie d'amfibis gimnofions de la família Ichthyophiidae. Aquesta espècie es troba molt en les Ghats Occidentals, en l'estat de Kerala, Índia.